# Szép Ilonka (opera)
A Szép Ilonka Mosonyi Mihály Vörösmarty Mihály elbeszélőkölteménye nyomán írt, eredetileg öt-, később négyfelvonásossá összevont operája. Mosonyi a Bánk bán bemutatója után ezzel a dalművével valósította meg régi álmát, a minden tekintetben magyar dallamokból építkező dalművet. Az opera szövegkönyvét Fekete Mihály készítette.

## Az opera szereplői
| Szereplő                  | Hangfekvés |
| ------------------------- | ---------- |
| Szép Ilonka               | szoprán    |
| Peterdi, a nagyapja       | bariton    |
| Mátyás király             | tenor      |
| Andor, Szép Ilonka kérője | ?          |
| Túri, az apja             | bariton    |

## Az opera cselekménye

### I. felvonás
Mátyás király kíséretével a vértesi erdőt járja. Egy eredménytelen hajtóvadászat után úgy döntenek hogy letáboroznak, de a király lesben marad. Ezután Túri tűnik fel, aki fiát keresi. Andor nemsokára színre is lép. Túri elkezdi győzködni, hogy házasodjon meg és vezesse oltár elé gazdag szomszéduk lányát. A fiú azonban nem hajlandó kötélnek állni, ugyanis Szép Ilonkát szereti. Apa és fia civakodva távoznak.
Szép Ilonka egy lepkét kergetve szalad be a színre. Nyomában hamarosan feltűnik a király. Ilonka elfogja a lepkét, majd észre veszi a vadász pillantását, ami rabul ejti.

### II. felvonás
Peterdi megvendégeli az ismeretlen vadászt. A két férfi Szép Ilonkával a kertben iszogat. Nemsokára felcsendül a hazafelé tartó mezei munkások éneke, majd esti harangszó hallatszik. Peterdi régi csatáiról mesél, majd Hunyadi hős fiára (azaz Mátyásra) üríti poharát. A vadász azonban nem iszik vele. Az öreg félre érti a hallgatását és kérdőre vonja. A vadász erre azt mondja, hogy addig éljen a király, amíg a honnak él.
Ilonkát közben teljesen rabul ejtette az idegen. Peterdinek is megtetszett és megkérdezi, hogy ki ő és honnan jött? Az álruhás király erre csak annyit felel, hogy Erdélyben született, apja hős volt, halála után árvaságra jutott, majd rabságra hurcolták, de aztán sikerült megszabadulnia és hazatérnie. Ezután a vadász indulni készül, a házigazda hiába marasztalja. Távozása előtt azonban még meghívja vendéglátóit, hogy látogassák meg Budán.

### III. felvonás
Az álruhás király távozása után Túri és Andor érkezik Peterdi házába. Túri megkéri Ilonka kezét fia számára, de a lány nem akar a fiú felesége lenni. Arra kéri nagyapját, hogy vigye el Budára. Peterdi végül azt a választ adja Túrinak, hogy unokájával először Budára látogatnak s csak miután visszatértek ad választ. Túriék úgy döntenek, hogy ők is velük tartanak.
- Megjegyzés: az opera terjengőssége miatt ezt a felvonást Mosonyi később lehagyta, és csak néhány dallamát mentette meg az opera második verziója számára.

### IV. felvonás
Budán az utcára tódult nép a csatából hazatérő győztes királyt készül fogadni. Túri és Andor bámulva közelednek, majd Ilonka és Peterdi is színre lép. A vadászt nem sikerült megtalálniuk. Végül egy szobor talpazatához húzódnak és onnan nézik a király diadalmenetét. A színre lépő királyt a tömeg üdvrivalgással köszönti, melyben elvész Szép Ilonka éles sikolya. A lány felismerte a királyt és rádöbben, hogy sohasem lehetnek egymáséi.
Miután a tömeg elvonult a királlyal, Peterdi is megindul hazafelé unokájával. Túriék vidáman tartanak velük, örülnek a látványosságnak.

### V. felvonás
Ilonkát elemészti a bánat és a csalódás, meghal. Az öreg Peterdi nem éli túl unokája halálát. Ilonka és Peterdi temetésén egyszer csak feltűnik a vidám szerelmi dalt éneklő király, hogy szerelmesét viszontláthassa. Amikor szembesül a tragédiával megtörten rogy szerelme sírjára. A kórus megrendülten gyászolja a halottakat.

## Az opera szövegkönyve
Mosonyi nem volt gyakorlott színházi ember, így nem tudta felmérni, hogy mennyire gyenge librettót adott ki Fekete kezei közül. Vörösmarty verséhez képest az operaszövegkönyve fantáziálatlan, de talán ennél is nagyobb baj, hogy kevésbé színpadszerű. Fekete képtelen volt színpadi akció keretein belül megformálni Szép Ilonka lelki drámáját. A legnagyobb hibája az volt, hogy sorról sorra követte az eredeti, epikus forrást, anélkül, hogy egy-egy beiktatott önálló cselekmény mozzanattal jellemezte volna hőseit.
Túri és Andor a drámai ellentétet lett volna hivatva hangsúlyozni, de Andor figurája olyan gyengén lett megformálva, hogy nem válhatott igazi szerelmi riválisává a királynak, intrikus hajlamai pedig egyáltalán nincsenek. Ily módon a librettó híján van az igazi drámai ellentéteknek. Hiányzik az egyes szereplők lélektani motiváltsága is. A szöveg alapján egyszerűen nem lehet megindokolni az egyes szereplők tetteinek mozgatórugóit. Mindenki szeret valakit: Andor Ilonát, Ilona Mátyást, Túri a fiát, Peterdi az unokáját, szinte semmi másról nem is szól a darab.
Ilonka és Mátyás szerelmével a legnagyobb probléma, hogy túlságosan szemérmetesen van ábrázolva. Nincs benne semmilyen nagy szenvedély, érzékiség. Következésképpen nincs motiválva Ilonka szerelmi halála és Mátyás lelki megtörése szerelme sírja fölött. Ezenkívül a darabnak van egy viszonylag jól kidolgozott hősnője, de nincs igazi hőse. A szereplők közül csak Ilonka alakja van egyénítve, csak az ő jelleme nem egy síkú.

## Az opera zenéje
Mosonyi nem kisebb feladatot vállalt magára második operájának megírásakor, minthogy megalkotja a tisztán magyar zenei anyagból építkező nemzeti operát. Alapvetően háromféle forrásból indult ki: a verbunkos-muzsikából, a népies műdalból és az általa az előbbiekből kikísérletezett, stilizált és nyugat-európai formaelemekkel és harmónia fordulatokkal társított magyar műzenei hangból.
A szereplők közül Szép Ilonka alakját ábrázolta zeneileg legsokoldalúbban Mosonyi. Az első felvonásban még Mátyás dallamait szövi tovább énekével, aztán a második felvonásban már egy rajongó-álmodozó hangulatot keltő dallam világ veszi körül, a Budai jelenetben a zene lelki megrázkódtatását hangsúlyozza ki, míg az opera utolsó jeleneteiben szenvedéséről és haláláról rajzol lírai képet.
Mátyás zenei jellemzése már sokkal monotonabb. Ő végig szerelmes, öntudatos férfi marad, alakja a Rigoletto hercegéjére emlékeztet. Ilonka temetésekor a gyászénekbe a király vidám, szerelmes dallamai keverednek. Ez a jelenet is a Rigoletto megfelelő helyét idézi. Peterdi jellemzése még a királyénál is sokkal rosszabb. Alakját csak egy-két sajátos vonással ruházta fel a zeneszerző. A II. felvonás áldomás jelenetében lobbanékonynak mutatkozó egyénisége a cselekmény előre haladtával egyre inkább unokája érzéseinek személytelen visszatükrözőjévé alakul.
Túri és Andor buffo-karakterek. Andor első dalával azonban még hős szerelmesnek indul, de aztán ő is osztozik apjával az együgyűségben. Andor szerelmi dalától eltekintve, az opera legkevésbé sikerült részletei a Túri-családhoz kötődnek.
Mosonyi több emlékeztetőmotívummal is élt operájában: Mátyás szerelmes énekének, Ilonka boldogtalanságának témái vissza-visszatérő dallamai az operának. Mosonyi sikeresen teremtette meg a magyar ária- és együttes-típust, és több jól sikerült kórus jelenetet és zenekari részt is sikerült beleillesztenie a zenei anyagba. Az opera harmónia világa merészen újszerűnek hatott a maga korában. Összhatásában azonban az egész opera túlságosan kiterveltnek, mesterkéltnek hat.